# Opolski Festiwal Skoków 2018
XIII Opolski Festiwal Skoków – 13. edycja zawodów lekkoatletycznych, która odbyła się w dniach 16–17 czerwca 2018 roku na Stadionie im. Opolskich Olimpijczyków w Opolu. Zawodnicy brali udział w konkurencji skoku wzwyż.

## Wyniki
| Konkurencja              | 1. miejsce          | Wynik  | 2. miejsce           | Wynik  | 3. miejsce                | Wynik  |
| Skok wzwyż mężczyzn      | Norbert Kobielski   | 2,26 m | Matusz Bubenik       | 2,22 m | Edgar Rivera              | 2,22 m |
| Skok wzwyż kobiet        | Marija Lasickienė   | 1,94 m | Nadiya Dusanova      | 1,90 m | Julia Czumaczenko         | 1,86 m |
| Skok wzwyż juniorów U-18 | Gracjan Wiśniewski  | 1,99 m | Jan Štefela          | 1,99 m | Jakub Hołub Emanuel Wąsek | 1,96 m |
| Skok wzwyż juniorek U-18 | Wiktoria Miąso      | 1,75 m | Weronika Kaźmierczak | 1,70 m | Maja Mróz                 | 1,66 m |
| Skok wzwyż juniorów U-20 | Andrij Aulin        | 2,05 m | Jakub Bujak          | 2,02 m | Przemysław Rutowicz       | 1,99 m |
| Skok wzwyż juniorek U-20 | Anastasija Matwijok | 1,75 m | Alicja Dolińska      | 1,66 m | Tetiana Sołoducha         | 1,54 m |